# المپیک تابستانی ۱۹۲۸
المپیک تابستانی ۱۹۲۸ (در انگلیسی: Games of the IX Olympiad) که به‌طور رسمی با نام «بازی‌های المپیاد نهم» شناخته می‌شود، از ۲۸ ژوئیه تا ۱۲ اوت ۱۹۲۸ میلادی در شهر آمستردام، در کشور هلند و با حضور ۲٬۸۸۳ ورزشکار زن و مرد از ۴۶ کشور جهان و در ۱۵ رشته ورزشی برگزار شد.

## انتخاب میزبان
کاندیداها:
1.آمستردام-پادشاهی هلند
2.لس آنجلس-ایالات متحده آمریکا

انتخاب: آمستردام
محل رای گیری: لوزان-سوئیس

## ورزش‌ها
- ورزش‌های آبی
  -  شیرجه (4)
  -  شنا (11)
  -  واترپلو (1)
- دو و میدانی (27)
- بوکس (8)
- دوچرخه‌سواری
  - جاده (2)
  - پیست (4)
- سوارکاری
  - درساژ (2)
  - اونتینگ (2)
  - پرش نمایشی (2)
- شمشیربازی (7)
- فوتبال (1)
- ژیمناستیک (8)
- هاکی روی چمن (1)
- پنج‌گانه مدرن (1)
- روئینگ (7)
- قایقرانی بادبانی (3)
- وزنه‌برداری (5)
- کشتی
  - آزاد (7)
  - فرنگی (6)

### ورزش‌های غیررسمی
- هندبال فریسکی
- کرفبال
- لاکراس

## کشورهای شرکت کننده
| - آرژانتین (۸۱) - استرالیا (۱۸) - اتریش (۷۳) - بلژیک (۱۸۶) - بلغارستان (۵) - کانادا (۶۹) - شیلی (۳۸) - کوبا (۱) - چکسلواکی (۷۰) - دانمارک (۹۱) - مصر (۳۲) - استونی (۲۰) - فنلاند (۶۹) - فرانسه (۲۵۵) - آلمان (۲۹۶) - بریتانیای کبیر (۲۳۲) - یونان (۲۳) - هائیتی (۲) - مجارستان (۱۰۹) - هند (۲۱) - ایرلند (۲۷) - ایتالیا (۱۷۴) - ژاپن (۴۳) - لتونی (۱۴) - لیتوانی (۱۲) - لوکزامبورگ (۴۶) - مالت (۹) - مکزیک (۳۰) - موناکو (۷) - هلند (۲۶۴) (میزبان) - نیوزیلند (۱۰) - نروژ (۵۲) - پاناما (۱) - فیلیپین (۴) - لهستان (۹۳) - پرتغال (۳۱) - رودزیا (۲) - رومانی (۲۹) - آفریقای جنوبی (۲۴) - اسپانیا (۸۰) - سوئد (۱۰۰) - سوئیس (۱۳۳) - ترکیه (۳۱) - ایالات متحده آمریکا (۲۸۰) - اروگوئه (۲۲) - یوگسلاوی (۳۴) |

## جدول مدال‌ها
| رتبه | کشورها              | طلا | نقره | برنز | مجموع |
| 1    | ایالات متحده آمریکا | ۲۲  | ۱۸   | ۱۶   | ۵۶    |
| 2    | آلمان               | ۱۰  | ۷    | ۱۴   | ۳۱    |
| 3    | فنلاند              | ۸   | ۸    | ۹    | ۲۵    |
| 4    | سوئد                | ۷   | ۶    | ۱۲   | ۲۵    |
| 5    | ایتالیا             | ۷   | ۵    | ۷    | ۱۹    |
| 6    | سوئیس               | ۷   | ۴    | ۴    | ۱۵    |
| 7    | فرانسه              | ۶   | ۱۰   | ۵    | ۲۱    |
| 8    | هلند (میزبان)       | ۶   | ۹    | ۴    | ۱۹    |
| 9    | مجارستان            | ۴   | ۵    | ۰    | ۹     |
| 10   | کانادا              | ۴   | ۴    | ۷    | ۱۵    |